# Grainville-sur-Ry

Grainville-sur-Ry este o comună în departamentul Seine-Maritime, Franța. În 1 ianuarie 2022 avea o populație de 437 de locuitori.